# Clint Eastwood-filmográfia

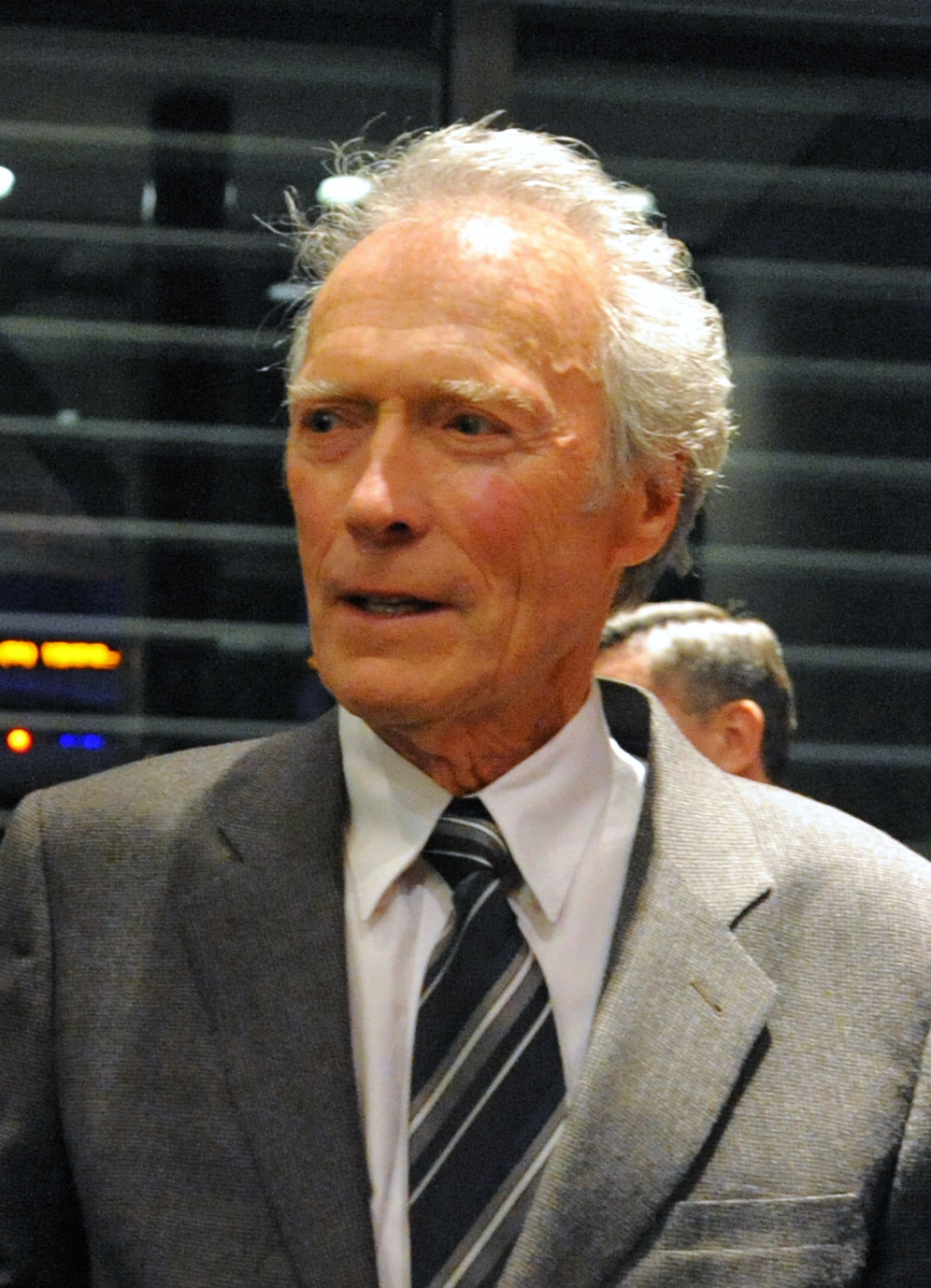
2011-ben

Clint Eastwood amerikai színész, filmrendező, filmproducer és zeneszerző.
Hét évtizedet átívelő filmes pályafutása alatt több mint ötven, változatos műfajú – westernfilmek, akciófilmek, filmdrámák, vígjátékok – filmben szerepelt. Karrierje kezdetén kisebb, a filmes stáblistán gyakran nem feltüntetett szerepekben volt látható, filmekben és televíziós műsorokban. A Rawhide (1959–1965) című westernsorozatnak nyolc évadon át főszereplője volt, ennek köszönhetően kapott fontos szerepet Sergio Leone Dollár-trilógiájában: Egy maréknyi dollárért (1964), Pár dollárral többért (1965), A Jó, a Rossz és a Csúf (1966). Az 1960-as évek további részében feltűnt még az Akasszátok őket magasra (1968), a Coogan blöffje (1968), a Kémek a Sasfészekben és a Fesd át a kocsidat! (1969) című filmekben.
Másik fontos filmes sorozatszerepe Harry Callahan, azaz Piszkos Harry volt, akit 1971 és 1988 között öt akciófilmben formált meg: Piszkos Harry (1971), A Magnum ereje (1973), Az igazságosztó (1976), Az igazság útja (1981), Holtbiztos tipp (1988).
1971-ben kezdett filmrendezőként is tevékenykedni, első munkája a Játszd le nekem a Mistyt! című lélektani thriller volt. Filmproducerként 1982-ben debütált, a Tűzróka és a Lebujzenész című filmekkel. 1970-es és 1980-as évekbeli fontosabb szereplései voltak a Fennsíkok csavargója (1973), A törvényenkívüli Josey Wales (1976) és a Fakó lovas (1985) című westernfilmekben, továbbá a Mindenáron vesztes (1978) című akcióvígjátékban és annak Bármi áron (1980) című folytatásában.
1992-es Nincs bocsánat című westernfilmjével rendezőként és főszereplőként is Oscar-díjra jelölték. A 2000-es években további, kritikailag sikeres rendezései voltak: Titokzatos folyó (2003), Millió dolláros bébi (2004), A dicsőség zászlaja (2006), Gran Torino (2008). A 2010-es évektől a színészet helyett főként a rendezésre összpontosított, ekkor készítette el az Amerikai mesterlövész (2014), A csempész (2018), a Richard Jewell balladája (2019) és a Cry Macho (2021) című filmjeit.
Leggyakoribb magyar szinkronhangja fiatalabb korában Kautzky Armand és Koroknay Géza, főként későbbi filmjeiben Reviczky Gábor volt.

## Filmográfia

### Film

#### Rendező és producer

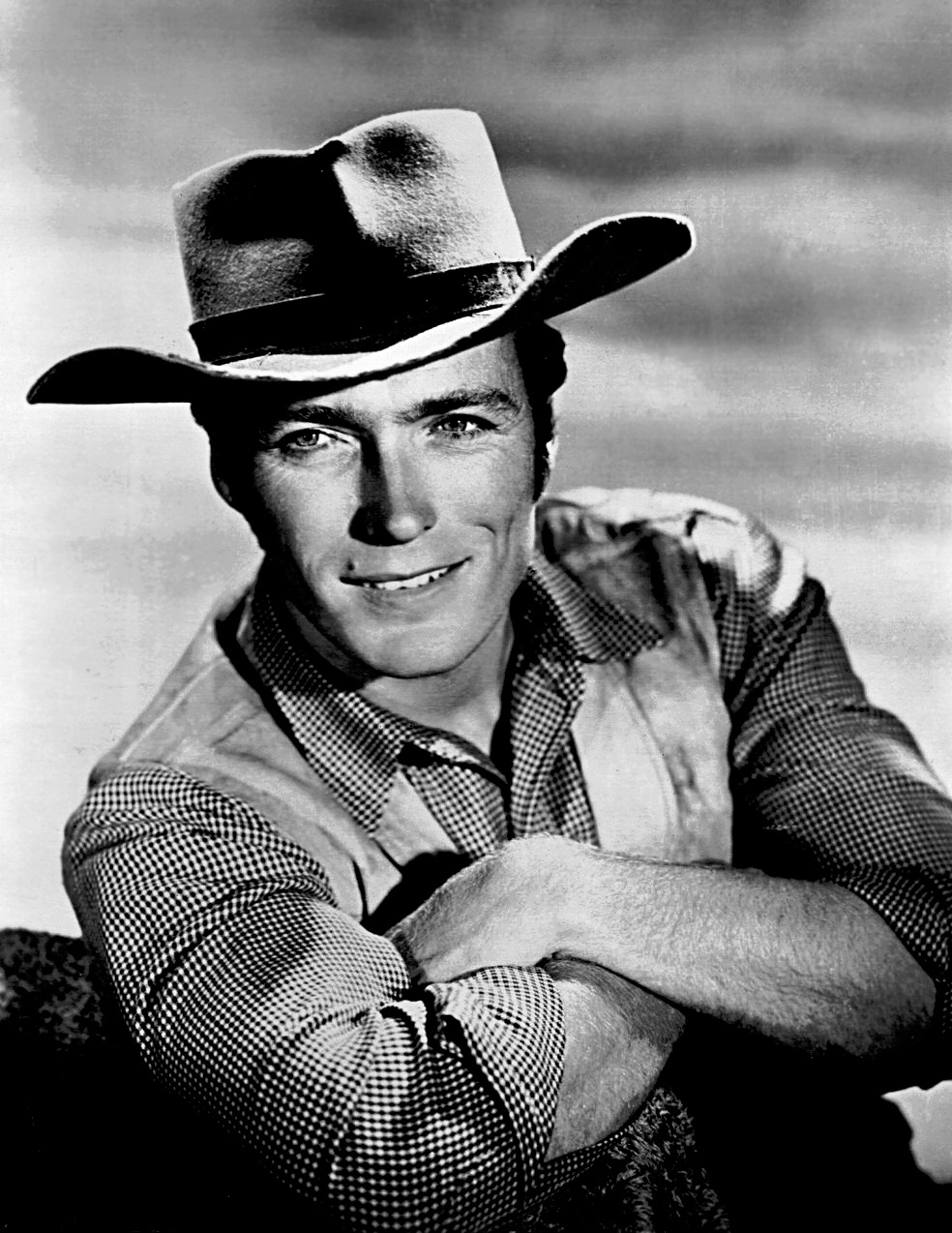
Az 1960-as évek elején

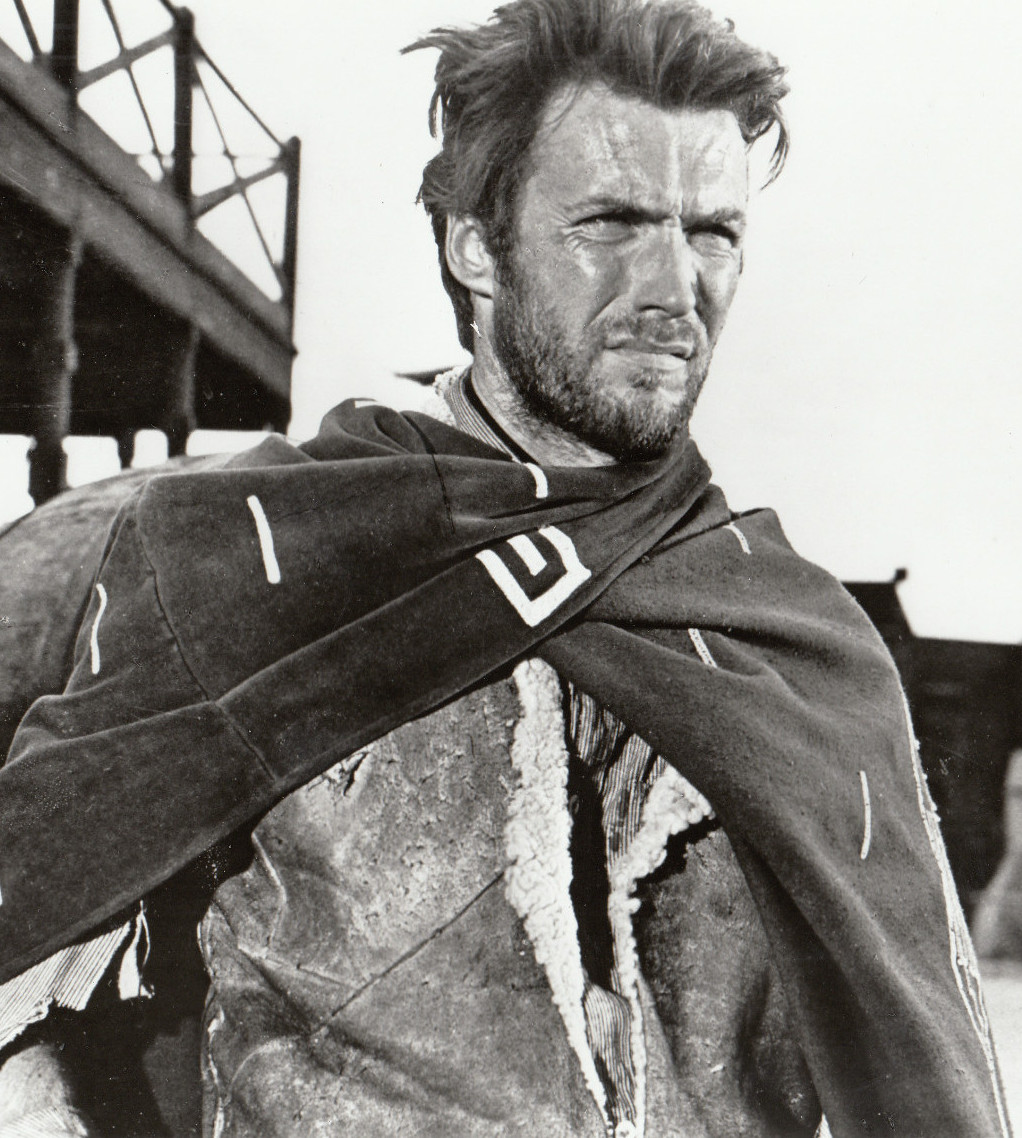
A Dollár-trilógia szereplőjeként

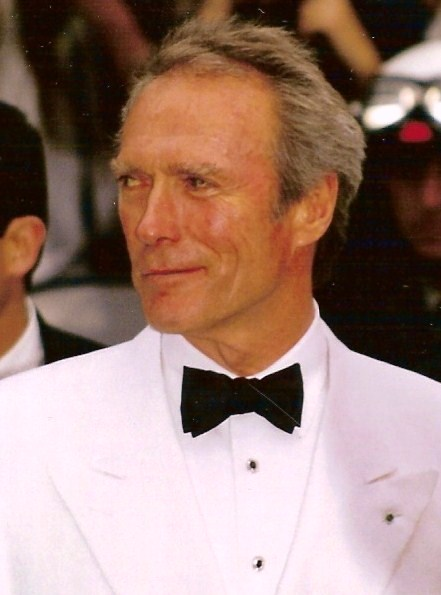
Az 1994-es cannes-i filmfesztiválon

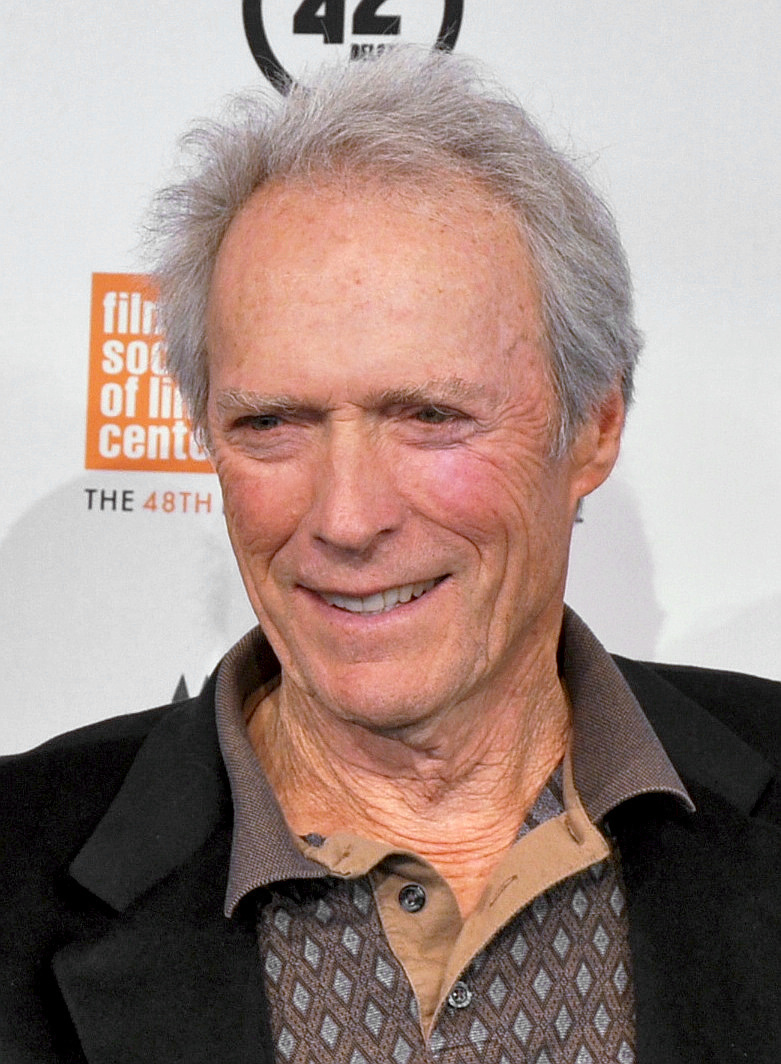
A 2010-es New York-i filmfesztiválon

1971 és 2024 között Eastwood több mint negyven filmet rendezett (beleértve az 1984-ben bemutatott Kötéltánc című filmet is, melyet a stáblistán nem feltüntetett rendezőként jegyez), ebből huszonkét filmben szerepelt is.
| Év   | Magyar cím                      | Eredeti cím                             | Feladatkör         | Feladatkör |
| Év   | Magyar cím                      | Eredeti cím                             | Rendező            | Producer   |
| ---- | ------------------------------- | --------------------------------------- | ------------------ | ---------- |
| 1971 | Játszd le nekem a Mistyt!       | Play Misty for Me                       | Igen               | Nem        |
| 1973 | Fennsíkok csavargója            | High Plains Drifter                     | Igen               | Nem        |
| 1973 | Szerelem korhatár nélkül        | Breezy                                  | Igen               | Nem        |
| 1975 | Bosszú az Eiger csúcsán         | The Eiger Sanction                      | Igen               | Nem        |
| 1976 | A törvényenkívüli Josey Wales   | The Outlaw Josey Wales                  | Igen               | Nem        |
| 1977 | A vesszőfutás                   | The Gauntlet                            | Igen               | Nem        |
| 1980 | Bronco Billy                    | Bronco Billy                            | Igen               | Nem        |
| 1982 | Tűzróka                         | Firefox                                 | Igen               | Igen       |
| 1982 | Lebujzenész                     | Honkytonk Man                           | Igen               | Igen       |
| 1983 | Az igazság útja                 | Sudden Impact                           | Igen               | Igen       |
| 1984 | Kötéltánc                       | Tightrope                               | Nincs feltüntetve  | Igen       |
| 1985 | Fakó lovas                      | Pale Rider                              | Igen               | Igen       |
| 1986 | Halálhágó                       | Heartbreak Ridge                        | Igen               | Igen       |
| 1988 | Bird – Charlie Parker élete     | Bird                                    | Igen               | Igen       |
| 1988 |                                 | Thelonious Monk: Straight, No Chaser    | Charlotte Zwerin   | Vezető     |
| 1990 | Az elefántvadász                | White Hunter Black Heart                | Igen               | Igen       |
| 1990 | A zöldfülű                      | The Rookie                              | Igen               | Nem        |
| 1992 | Nincs bocsánat                  | Unforgiven                              | Igen               | Igen       |
| 1993 | Tökéletes világ                 | A Perfect World                         | Igen               | Nem        |
| 1995 | A szív hídjai                   | The Bridges of Madison County           | Igen               | Igen       |
| 1995 | Henrietta csillaga              | The Stars Fell on Henrietta             | James Keach        | Igen       |
| 1997 | Államérdek                      | Absolute Power                          | Igen               | Igen       |
| 1997 | Éjfél a jó és a rossz kertjében | Midnight in the Garden of Good and Evil | Igen               | Igen       |
| 1999 | Az igazság napja                | True Crime                              | Igen               | Igen       |
| 2000 | Űrcowboyok                      | Space Cowboys                           | Igen               | Igen       |
| 2002 | Véres munka                     | Blood Work                              | Igen               | Igen       |
| 2003 | Titokzatos folyó                | Mystic River                            | Igen               | Igen       |
| 2004 | Millió dolláros bébi            | Million Dollar Baby                     | Igen               | Igen       |
| 2006 | A dicsőség zászlaja             | Flags of Our Fathers                    | Igen               | Igen       |
| 2006 | Levelek Ivo Dzsimáról           | Letters from Iwo Jima                   | Igen               | Igen       |
| 2008 | Elcserélt életek                | Changeling                              | Igen               | Igen       |
| 2008 | Gran Torino                     | Gran Torino                             | Igen               | Igen       |
| 2009 | Invictus – A legyőzhetetlen     | Invictus                                | Igen               | Igen       |
| 2010 | Azután                          | Hereafter                               | Igen               | Igen       |
| 2011 | J. Edgar – Az FBI embere        | J. Edgar                                | Igen               | Igen       |
| 2012 | Az utolsó csavar                | Trouble with the Curve                  | Robert Lorenz      | Igen       |
| 2014 | Fiúk Jerseyből                  | Jersey Boys                             | Igen               | Igen       |
| 2014 | Amerikai mesterlövész           | American Sniper                         | Igen               | Igen       |
| 2016 | Sully – Csoda a Hudson folyón   | Sully                                   | Igen               | Igen       |
| 2017 |                                 | Indian Horse                            | Stephen Campanelli | Vezető     |
| 2018 | A párizsi vonat                 | The 15:17 to Paris                      | Igen               | Igen       |
| 2018 | A csempész                      | The Mule                                | Igen               | Igen       |
| 2019 | Richard Jewell balladája        | Richard Jewell                          | Igen               | Igen       |
| 2021 | Cry Macho – A hazaút            | Cry Macho                               | Igen               | Igen       |
| 2024 | Kettes számú esküdt             | Juror No. 2                             | Igen               | Igen       |

#### Színész
| Év   | Magyar cím                       | Eredeti cím                    | Szerep                               | Magyar hang     | Rendező(k)           |
| ---- | -------------------------------- | ------------------------------ | ------------------------------------ | --------------- | -------------------- |
| 1955 | A Fekete Lagúna rémének bosszúja | Revenge of the Creature        | Jennings labortechnikus              |                 | Jack Arnold (1.)     |
| 1955 |                                  | Francis in the Navy            | Jonesy                               |                 | Arthur Lubin (1.)    |
| 1955 |                                  | Lady Godiva of Coventry        | első szász                           |                 | Arthur Lubin (2.)    |
| 1955 | Óriáspók                         | Tarantula!                     | repülő őrnagy                        |                 | Jack Arnold (2.)     |
| 1956 |                                  | Never Say Goodbye              | Will                                 |                 | Jerry Hopper         |
| 1956 |                                  | Star in the Dust               | Tom                                  |                 | Charles F. Haas      |
| 1956 |                                  | Away All Boats                 | haditengerészet medikusa             |                 | Joseph Pevney        |
| 1956 |                                  | The First Traveling Saleslady  | Jack Rice hadnagy                    |                 | Arthur Lubin (3.)    |
| 1957 | Kaland Japánban                  | Escapade in Japan              | pilóta                               |                 | Arthur Lubin (4.)    |
| 1958 |                                  | Lafayette Escadrille           | George Moseley                       |                 | William A. Wellman   |
| 1958 |                                  | Ambush at Cimarron Pass        | Keith Williams                       |                 | Jodie Copelan        |
| 1964 | Egy maréknyi dollárért           | A Fistful of Dollars           | Joe                                  | Laklóth Aladár  | Sergio Leone (1.)    |
| 1964 | Egy maréknyi dollárért           | A Fistful of Dollars           | Joe                                  | Kautzky Armand  | Sergio Leone (1.)    |
| 1965 | Pár dollárral többért            | For a Few Dollars More         | Manco                                | Szakácsi Sándor | Sergio Leone (2.)    |
| 1965 | Pár dollárral többért            | For a Few Dollars More         | Manco                                | Kautzky Armand  | Sergio Leone (2.)    |
| 1966 | A Jó, a Rossz és a Csúf          | The Good, the Bad and the Ugly | Joe (Szőke)                          | Rátóti Zoltán   | Sergio Leone (3.)    |
| 1966 | A Jó, a Rossz és a Csúf          | The Good, the Bad and the Ugly | Joe (Szőke)                          | Kautzky Armand  | Sergio Leone (3.)    |
| 1967 | Boszorkányok                     | The Witches                    | Carlo/Charlie                        | Szakácsi Sándor | Luchino Visconti     |
| 1967 | Boszorkányok                     | The Witches                    | Carlo/Charlie                        | Szakácsi Sándor | Mauro Bolognini      |
| 1967 | Boszorkányok                     | The Witches                    | Carlo/Charlie                        | Szakácsi Sándor | Pier Paolo Pasolini  |
| 1967 | Boszorkányok                     | The Witches                    | Carlo/Charlie                        | Tarján Péter    | Franco Rossi         |
| 1967 | Boszorkányok                     | The Witches                    | Carlo/Charlie                        | Tarján Péter    | Vittorio De Sica     |
| 1968 | Akasszátok őket magasra          | Hang 'Em High                  | Jed Cooper                           | Kautzky Armand  | Ted Post             |
| 1968 | Akasszátok őket magasra          | Hang 'Em High                  | Jed Cooper                           | Tarján Péter    | Ted Post             |
| 1968 | Coogan blöffje                   | Coogan's Bluff                 | Walt Coogan                          | Lux Ádám        | Don Siegel (1.)      |
| 1968 | Kémek a Sasfészekben             | Where Eagles Dare              | Schaffer hadnagy                     | Ujréti László   | Brian G. Hutton (1.) |
| 1969 | Fesd át a kocsidat!              | Paint Your Wagon               | Sylvester Newel / "Pardner"          | Uri István      | Joshua Logan         |
| 1970 | Két öszvér Sára nővérnek         | Two Mules for Sister Sara      | Hogan                                | Szakácsi Sándor | Don Siegel (2.)      |
| 1970 | Két öszvér Sára nővérnek         | Two Mules for Sister Sara      | Hogan                                | Kautzky Armand  | Don Siegel (2.)      |
| 1970 | Kelly hősei                      | Kelly's Heroes                 | Kelly őrmester                       | Kovács István   | Brian G. Hutton (2.) |
| 1971 | A tizedes háreme                 | The Beguiled                   | John McBurney                        | Vass Gábor      | Don Siegel (3.)      |
| 1971 | Piszkos Harry                    | Dirty Harry                    | Harry Callahan / Piszkos Harry       | Koroknay Géza   | Don Siegel (4.)      |
| 1971 | Piszkos Harry                    | Dirty Harry                    | Harry Callahan / Piszkos Harry       | Mihályi Győző   | Don Siegel (4.)      |
| 1971 | Játszd le nekem a Mistyt!        | Play Misty for Me              | David Garver                         | Koroknay Géza   | Clint Eastwood (1.)  |
| 1972 | Joe Kidd                         | Joe Kidd                       | Joe Kidd                             | Felföldi László | John Sturges         |
| 1972 | Joe Kidd                         | Joe Kidd                       | Joe Kidd                             | Sörös Sándor    | John Sturges         |
| 1973 | Fennsíkok csavargója             | High Plains Drifter            | Idegen                               | Reviczky Gábor  | Clint Eastwood (2.)  |
| 1973 | Fennsíkok csavargója             | High Plains Drifter            | Idegen                               | Kautzky Armand  | Clint Eastwood (2.)  |
| 1973 | Szerelem korhatár nélkül         | Breezy                         | férfi a mólón (cameo)                |                 | Clint Eastwood (3.)  |
| 1973 | A Magnum ereje                   | Magnum Force                   | Harry Callahan                       | Kautzky Armand  | Ted Post             |
| 1974 | Villám és Fürgeláb               | Thunderbolt and Lightfoot      | John 'Villám' Doherty                | Szakácsi Sándor | Michael Cimino       |
| 1974 | Villám és Fürgeláb               | Thunderbolt and Lightfoot      | John 'Villám' Doherty                | Reviczky Gábor  | Michael Cimino       |
| 1974 | Villám és Fürgeláb               | Thunderbolt and Lightfoot      | John 'Villám' Doherty                | Mihályi Győző   | Michael Cimino       |
| 1975 | Bosszú az Eiger csúcsán          | The Eiger Sanction             | Jonathan Hemlock                     | Szakácsi Sándor | Clint Eastwood (4.)  |
| 1975 | Bosszú az Eiger csúcsán          | The Eiger Sanction             | Jonathan Hemlock                     | Kautzky Armand  | Clint Eastwood (4.)  |
| 1976 | A törvényenkívüli Josey Wales    | The Outlaw Josey Wales         | Josey Wales                          | Dörner György   | Clint Eastwood (5.)  |
| 1976 | Az igazságosztó                  | The Enforcer                   | Harry Callahan                       | Vass Gábor      | James Fargo (1.)     |
| 1977 | A vesszőfutás                    | The Gauntlet                   | Ben Shockley                         | Koroknay Géza   | Clint Eastwood (6.)  |
| 1978 | Mindenáron vesztes               | Every Which Way but Loose      | Philo Beddoe                         | Koroknay Géza   | James Fargo (2.)     |
| 1978 | Mindenáron vesztes               | Every Which Way but Loose      | Philo Beddoe                         | Kautzky Armand  | James Fargo (2.)     |
| 1979 | Szökés az Alcatrazból            | Escape from Alcatraz           | Frank Morris                         | Kovács István   | Don Siegel (5.)      |
| 1980 | Bronco Billy                     | Bronco Billy                   | Bronco Billy McCoy                   | Bárány Frigyes  | Clint Eastwood (7.)  |
| 1980 | Bronco Billy                     | Bronco Billy                   | Bronco Billy McCoy                   | Mihályi Győző   | Clint Eastwood (7.)  |
| 1980 | Bármi áron                       | Any Which Way You Can          | Philo Beddoe                         | Koroknay Géza   | Buddy Van Horn (1.)  |
| 1982 | Tűzróka                          | Firefox                        | Mitchell Gant                        | Koncz Gábor     | Clint Eastwood (8.)  |
| 1982 | Tűzróka                          | Firefox                        | Mitchell Gant                        | Koroknay Géza   | Clint Eastwood (8.)  |
| 1982 | Tűzróka                          | Firefox                        | Mitchell Gant                        | Szokolay Ottó   | Clint Eastwood (8.)  |
| 1982 | Lebujzenész                      | Honkytonk Man                  | Red Stovall                          | Rosta Sándor    | Clint Eastwood (9.)  |
| 1982 | Lebujzenész                      | Honkytonk Man                  | Red Stovall                          | Kőszegi Ákos    | Clint Eastwood (9.)  |
| 1983 | Az igazság útja                  | Sudden Impact                  | Harry Callahan                       | Koroknay Géza   | Clint Eastwood (10.) |
| 1984 | Kötéltánc                        | Tightrope                      | Wes Block                            | Koncz Gábor     | Richard Tuggle       |
| 1984 | Kötéltánc                        | Tightrope                      | Wes Block                            | Perlaki István  | Richard Tuggle       |
| 1984 | Kötéltánc                        | Tightrope                      | Wes Block                            | Reviczky Gábor  | Clint Eastwood (11.) |
| 1984 | Párbaj a városban                | City Heat                      | Speer hadnagy                        | Stohl András    | Richard Benjamin     |
| 1985 | Fakó lovas                       | Pale Rider                     | Prédikátor                           | Tolnai Miklós   | Clint Eastwood (12.) |
| 1985 | Fakó lovas                       | Pale Rider                     | Prédikátor                           | Reviczky Gábor  | Clint Eastwood (12.) |
| 1986 | Halálhágó                        | Heartbreak Ridge               | Thomas 'Gunny' Highway tüzérőrmester | Koncz Gábor     | Clint Eastwood (13.) |
| 1986 | Halálhágó                        | Heartbreak Ridge               | Thomas 'Gunny' Highway tüzérőrmester | Koroknay Géza   | Clint Eastwood (13.) |
| 1988 | Holtbiztos tipp                  | The Dead Pool                  | Harry Callahan                       | Perlaki István  | Buddy Van Horn (2.)  |
| 1988 | Holtbiztos tipp                  | The Dead Pool                  | Harry Callahan                       | Szokolay Ottó   | Buddy Van Horn (2.)  |
| 1988 | Holtbiztos tipp                  | The Dead Pool                  | Harry Callahan                       | Reviczky Gábor  | Buddy Van Horn (2.)  |
| 1989 | Rózsaszín Cadillac               | Pink Cadillac                  | Tommy Nowak                          | Koncz Gábor     | Buddy Van Horn (3.)  |
| 1990 | Az elefántvadász                 | White Hunter Black Heart       | John Wilson                          | Reviczky Gábor  | Clint Eastwood (14.) |
| 1990 | A zöldfülű                       | The Rookie                     | Nick Pulovski                        | Szersén Gyula   | Clint Eastwood (15.) |
| 1992 | Nincs bocsánat                   | Unforgiven                     | William 'Will' Munny                 | Reviczky Gábor  | Clint Eastwood (16.) |
| 1993 | Célkeresztben                    | In the Line of Fire            | Frank Horrigan titkosügynök          | Reviczky Gábor  | Wolfgang Petersen    |
| 1993 | Tökéletes világ                  | A Perfect World                | Red Garnett Texas Ranger             | Gáti Oszkár     | Clint Eastwood (17.) |
| 1995 | A szív hídjai                    | The Bridges of Madison County  | Robert Kincaid                       | Reviczky Gábor  | Clint Eastwood (18.) |
| 1995 | Casper                           | Casper                         | önmaga (cameo)                       |                 | Brad Silberling      |
| 1997 | Államérdek                       | Absolute Power                 | Luther Whitney                       | Kozák András    | Clint Eastwood (19.) |
| 1999 | Az igazság napja                 | True Crime                     | Steve Everett                        | Reviczky Gábor  | Clint Eastwood (20.) |
| 2000 | Űrcowboyok                       | Space Cowboys                  | Frank Corvin                         | Reviczky Gábor  | Clint Eastwood (21.) |
| 2002 | Véres munka                      | Blood Work                     | Terry McCaleb                        | Reviczky Gábor  | Clint Eastwood (22.) |
| 2004 | Millió dolláros bébi             | Million Dollar Baby            | Frankie Dunn                         | Reviczky Gábor  | Clint Eastwood (23.) |
| 2008 | Gran Torino                      | Gran Torino                    | Walt Kowalski                        | Reviczky Gábor  | Clint Eastwood (24.) |
| 2012 | Az utolsó csavar                 | Trouble with the Curve         | Gus Lobel                            | Reviczky Gábor  | Robert Lorenz        |
| 2014 | Amerikai mesterlövész            | American Sniper                | templomlátogató (cameo)              | nem szólal meg  | Clint Eastwood (25.) |
| 2018 | A csempész                       | The Mule                       | Earl Stone                           | Reviczky Gábor  | Clint Eastwood (26.) |
| 2021 | Cry Macho – A hazaút             | Cry Macho                      | Mike Milo                            | Reviczky Gábor  | Clint Eastwood (27.) |

#### Dokumentumfilmek
- 1989: Gary Cooper: American Life, American Legend – házigazda
- 2011: Kurosawa's Way – önmaga
- 2017: Sad Hill Unearthed – önmaga

### Televízió

#### Rendező és producer
| Év   | Magyar cím | Eredeti cím                      | Rendező | Vezető producer | Megjegyzések |
| ---- | ---------- | -------------------------------- | ------- | --------------- | ------------ |
| 1985 |            | Amazing Stories                  | Igen    | Nem             | 1 epizód     |
| 2003 | A blues    | The Blues                        | Igen    | Nem             | 1 epizód     |
| 2009 |            | Johnny Mercer: The Dream's On Me | Nem     | Igen            | tévéfilm     |

#### Színész
| Év        | Eredeti cím                         | Szerep               | Megjegyzések            |
| --------- | ----------------------------------- | -------------------- | ----------------------- |
| 1955      | Allen in Movieland                  | küldönc              | tévéfilm                |
| 1955      | Highway Patrol                      | Joe Keeley           | 1 epizód                |
| 1956      | Death Valley Days                   | John Lucas           | 6 epizód                |
| 1957      | The West Point Story                | N/A                  | 1 epizód                |
| 1958      | Navy Log                            | Burns                | 1 epizód                |
| 1959      | Maverick                            | Red Hardigan         | 1 epizód                |
| 1959–1965 | Rawhide                             | Rowdy Yates          | főszereplő (217 epizód) |
| 1962      | Mister Ed                           | önmaga               | 1 epizód                |
| 1973      | 45. Oscar-gála                      | házigazda            | különkiadás             |
| 1991      | Here's Looking at You, Warner Bros. | házigazda / narrátor | dokumentumfilm          |

## Filmzenei munkássága
| Év   | Film                 | Feladatkör | Feladatkör | Feladatkör   |
| Év   | Film                 | Énekes     | Zeneszerző | Dalszövegíró |
| ---- | -------------------- | ---------- | ---------- | ------------ |
| 1969 | Fesd át a kocsidat!  | Igen       | Nem        | Nem          |
| 1980 | Bronco Billy         | Igen       | Nem        | Nem          |
| 1980 | Bármi áron           | Igen       | Nem        | Nem          |
| 1982 | Lebujzenész          | Igen       | Nem        | Nem          |
| 1984 | Párbaj a városban    | Igen       | Nem        | Nem          |
| 1986 | Halálhágó            | Nem        | Nem        | Igen         |
| 1993 | Tökéletes világ      | Nem        | Igen       | Nem          |
| 1995 | A szív hídjai        | Nem        | Igen       | Nem          |
| 1997 | Államérdek           | Nem        | Igen       | Nem          |
| 1999 | Az igazság napja     | Nem        | Nem        | Igen         |
| 2006 | A dicsőség zászlaja  | Nem        | Nem        | Igen         |
| 2007 | Grace nélkül az élet | Nem        | Nem        | Igen         |
| 2008 | Gran Torino          | Igen       | Nem        | Igen         |

Kísérőzene
- Titokzatos folyó (2003)
- Millió dolláros bébi (2004)
- A dicsőség zászlaja (2006)
- Grace nélkül az élet (2007)
- Elcserélt életek (2008)
- Azután (2010)
- J. Edgar – Az FBI embere (2011)

## Fordítás
- Ez a szócikk részben vagy egészben  a   Clint Eastwood filmography című angol Wikipédia-szócikk fordításán alapul.  Az eredeti cikk szerkesztőit annak laptörténete sorolja fel. Ez a jelzés csupán a megfogalmazás eredetét és a szerzői jogokat jelzi, nem szolgál a cikkben szereplő információk forrásmegjelöléseként.